# 烏克蘭榮譽記者
荣誉记者（羅馬化：Zasluzhenyi zhurnalist），又名乌克兰榮譽记者（羅馬化：Zasluzhenyi zhurnalist Ukrayiny），是乌克兰（1991年之前由乌克兰苏维埃社会主义共和国）授予该国對新闻业有“重要贡献”人士的荣誉称号。此称号通常由乌克兰总统授予，附有35mm×45mm（1.4英寸×1.8英寸）的银徽章。

## 歷史
该荣誉称号由乌克兰苏维埃社会主义共和国最高苏维埃于1981年5月7日设立。当时，前苏联的四个共和国（愛沙尼亞、立陶宛、格魯吉亞和亞美尼亞）已经设立了類似的奖项，而俄罗斯聯邦是在直到苏联解体后才設立類似獎項。从1981年开始，头衔获得者需要在新闻领域工作至少十年。最初，獲授者还必须是乌克兰苏维埃社会主义共和国“记者联盟”的成员。 
1991年苏联解体后，乌克兰功勋记者是新独立的乌克兰从乌克兰苏维埃社会主义共和国继承的29項荣誉头衔之一。自1994年7月起，获得该称号的人还会获得一枚银徽章。1994年7月至2001年6月授予的第一个徽章设计是一个女人头像的頭象，头戴由麦穗组成的花环，尺寸為26mm×28mm（1.0英寸×1.1英寸）。 2001年6月，银徽被重新设计成现在的形式，并扩大到30mm×40mm（1.2英寸×1.6英寸）；在2007年，徽章进一步扩大至现在的尺寸。